# Pomatorhinus erythrocnemis
La cimitarra estriada (Pomatorhinus erythrocnemis) es una especie de ave paseriforme de la familia Timaliidae endémica de Taiwán.

## Distribución y hábitat
Se encuentra únicamente en la isla de Formosa. Su hábitat natural son los bosques húmedos tropicales y subtropicales.